# Покровська Дача
Покровська Дача (рос. Покровская Дача) — присілок в Палкінському районі Псковської області Російської Федерації.
Населення становить 36 осіб. Входить до складу муніципального утворення Качановська волость.

## Історія
Від 2015 року входить до складу муніципального утворення Качановська волость.

## Населення
| 2001 | 2002 | 2010 | 2013 | 2016 |
| ---- | ---- | ---- | ---- | ---- |
| 38   | →38  | ↘27  | ↗33  | ↗36  |